# Кастенмайер, Флориан
Флориан Кастенмайер (нем. Florian Kastenmeier; род. 28 июня 1997 года, Регенсбург, Германия) — немецкий футболист, выступающий на позиции вратаря в клубе «Фортуна Дюссельдорф».

## Карьера

### Клубная
Кастенмайер является воспитанником клуба своего родного города «Ян Регенсбурга». В 2013 году Флориан присоединился к клубу «Аугсбург», за который играл в юношеской Бундеслиги B и A.
В сезоне 2017/2018 футболист переходит в «Штутгарт», в резервную команду, выступавшая в Региональной лиге.
В 2019 году Флориан Кастенмайер подписывает контракт с клубом Бундеслиги «Фортуна Дюссельдорф», сроком до 2022 года. Дебют Кастенмайера в Бундеслиге состоялся в матче 18 тура 2020 года против «Вердера», в котором Флориан «привëз» автогол, из-за чего команда проиграла со счётом 0:1.
В августе 2023 года Кастенмайер продлил свой контракт с «Фортуной» до 2026 года.

### Национальная сборная
В декабре 2014 года Флориан Кастенмайер дебютировал за сборную Германии до 18 лет в товарищеском матче против сборной США.